# Sojdmyr
Sojdmyr är ett naturreservat i Gothems socken i Region Gotland på Gotland.
Området är naturskyddat sedan 2018 och är 187 hektar stort. Reservatet består av kalkbarrskog och våtmarker.